# Heinrichs (Suhl)

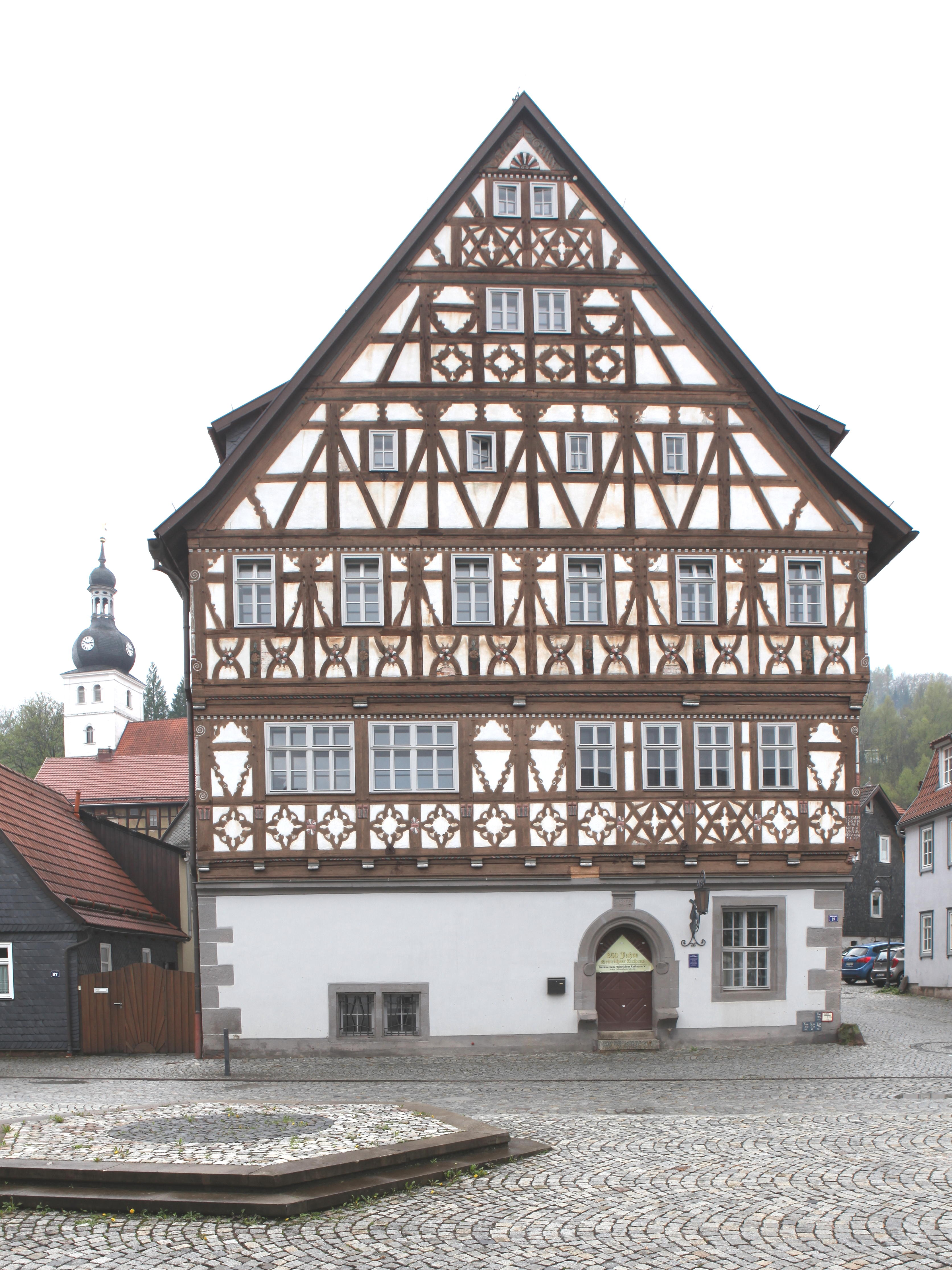
Historisches Rathaus von Heinrichs

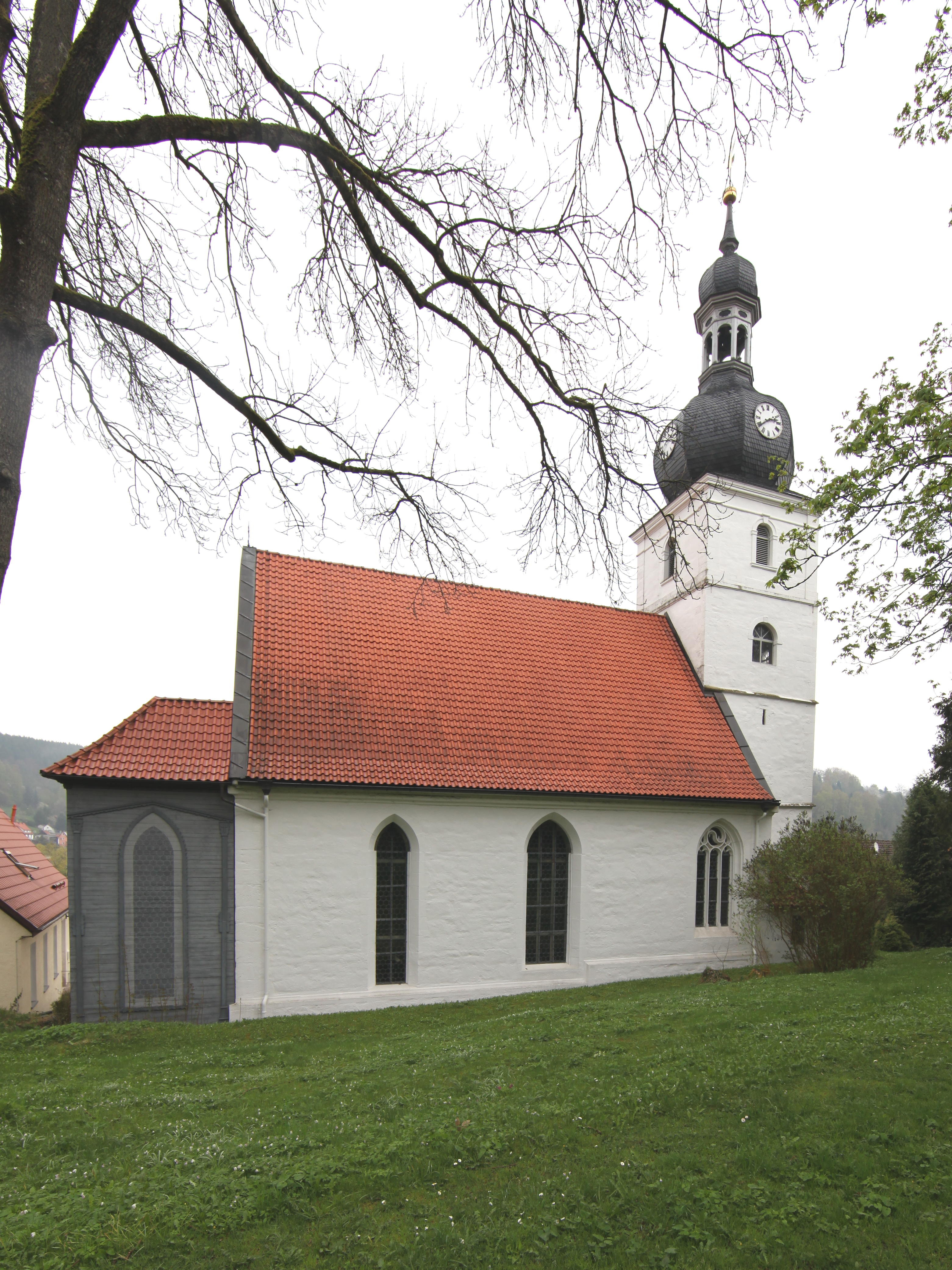
Evangelisch-lutherische Kirche St. Ulrich

Heinrichs ist ein Ortsteil von Suhl in Südthüringen mit rund 1300 Einwohnern.

## Lage
Heinrichs liegt in Südthüringen im Haseltal und wurde 1936 zur Stadt Suhl eingemeindet.

## Geschichte
Urkundlich wird Heinrichs im Jahre 1111 erstmals erwähnt, noch bevor Suhl im Jahr 1318 nachweislich angeführt wurde.
Bereits für das 12. Jahrhundert ist eine Kapelle St. Ulrich für den Ort belegt, die im 15. Jahrhundert am Ortsrand entstand. Im Jahr 1452 begann der Bau der Kirche St. Ulrich, die als älteste Kirche Suhls 1503 geweiht wurde. Das ursprünglich im spätgotischen Stil errichtete Gotteshaus wurde ab 1990 grundsaniert. Für die Restauration erhielt sie im Sommer 2006 den Thüringer Denkmalschutzpreis 2006. Eine Besonderheit ist das Kruzifixus aus dem Jahr 1340, welches Christus mit vor der Brust gekreuzten Armen zeigt (als Zeichen tiefsten Ausdrucks der Barmherzigkeit). Zurzeit hat die evangelische Kirchengemeinde ca. 1800 Mitglieder (Zur Gemeinde gehören auch die Suhler Ortsteile Albrechts, Mäbendorf, Dietzhausen und Wichtshausen).
Das Rathaus von Heinrichs wurde 1551 am Straßenmarkt mit einem massiven Sockelgeschoss und Kellergewölben errichtet. Während des Dreißigjährigen Krieges wurde der Ort von der Kroatischen Reiterei gebrandschatzt. Im Zuge des Wiederaufbaus wurden die Fachwerkobergeschosse des Rathauses im hennebergisch-fränkischen Stil mit Schaugiebeln 1657 aufgerichtet. Daneben entstanden entlang des Baches und der Straße ab Mitte des 17. Jahrhunderts traufständige Wohngebäude mit straßenseitigen Schmuckfachwerkfassaden im fränkischen Stil. Insbesondere am Rathaus lässt sich erkennen, welchen Reichtum Heinrichs einst beherbergt haben muss.
Das Leben der Heinrichser war ab dem 16. Jahrhundert durch Erzbergbau und die Eisenverhüttung geprägt. Zudem versuchte Heinrichs Suhl die Monopolstellung in der Gewehrherstellung streitig zu machen.
Der Ort besaß die Rechte eines Fleckens. Für den weiteren Wachstum des Ortes verlieh diesem der Herzog Moritz Wilhelm von Sachsen-Zeitz am 5. August 1702 drei Jahrmärkte am ersten Dienstag nach Lichtmess, am Dienstag nach Rogate und am Dienstag nach Maria Geburt.
Zu Beginn des 18. Jahrhunderts entstand in Heinrichs eine kleine jüdische Gemeinde. Sie setzte sich im Jahr 1811 aus 17 Familien in etwa zehn Häusern zusammen. In einem weiteren Haus war eine Synagoge mit integrierter Schule und Lehrerwohnung untergebracht. Seit 1720 besteht ein Jüdischer Friedhof. Die letzte Beisetzung war im Jahre 1932. Heute ist er eine denkmalgeschützte Gedenkstätte.
Im Jahre 1815 gelangte der Ort vom Königreich Sachsen an das Königreich Preußen. Zu dieser Zeit hatte Heinrichs 1009 Einwohner.
1892 wurde in Heinrichs der Konsumverein Selbsthilfe gegründet. Ihr erster Geschäftsführer, bis 1913, war Hugo Bästlein.
Größter Arbeitgeber bis 1990 war das Fahrzeug- und Jagdwaffenwerk (ehemals Simson-Werke), wo unter anderem die legendäre „Schwalbe“ produziert wurde. In den letzten Jahren wurde der alte Ortskern umfangreich saniert und zu einer Touristenattraktion. Besonders das historische Rathaus in Heinrichs wurde aufwendig restauriert und beherbergt seit 2013 die Volkshochschule.

## Sehenswürdigkeiten
- Ehemaliges Rathaus, heute Heimatmuseum und Volkshochschule
- St. Ulrich, 1503 geweiht

Siehe auch Liste der Kulturdenkmale in Heinrichs

## Verkehr
Der Ort hat den Haltepunkt Suhl-Heinrichs an der eingleisigen Bahnstrecke Neudietendorf–Ritschenhausen.

## Söhne und Töchter des Ortes
- Andreas Reyher (1601–1673), Pädagoge
- Johann Christoph Gubitz (1754–1826), typografischer Künstler, Schriftsetzer und Stempelschneider
- August von Nordheim (1813–1884), Medailleur und Bildhauer
- Hugo Bästlein (1868–1945), Gemeindevorsteher von Heinrichs und Konsumgenossenschafter
- Ernst König (1898–1945), kommunistischer Widerstandskämpfer gegen das Naziregime
- Kurt Römhild (1925–1996), Grafiker und Illustrator